# Skoky do vody na mistrovství světa v plaveckých sportech 2009
Závody v skocích do vody na mistrovství světa v plaveckých sportech za rok 2009 proběhly v Římě, Itálie ve dnech 17. až 24. července 2009.

## Česká stopa
Na tomto mistrovství světa Česko nemělo ve skocích do vody zastoupení.

## Výsledky

### Individuální disciplíny
| Muži              | Zlato                    | Zlato  | Stříbro                 | Stříbro | Bronz                    | Bronz  |
| ----------------- | ------------------------ | ------ | ----------------------- | ------- | ------------------------ | ------ |
| Skoky z 1 m prkna | Čchin Kchaj (CHN)        | 449,00 | Čang Sin-chua (CHN)     | 445,90  | Matthew Mitcham (AUS)    | 440,20 |
| Skoky z 3 m prkna | Che Čchung (CHN)         | 505,20 | Troy Dumais (USA)       | 498,40  | Alexandre Despatie (CAN) | 490,30 |
| Skoky z 10 m věže | Thomas Daley (GBR)       | 539,85 | Čchiou Po (CHN)         | 532,20  | Čou Lu-sin (CHN)         | 530,55 |
| Ženy              | Zlato                    | Zlato  | Stříbro                 | Stříbro | Bronz                    | Bronz  |
| Skoky z 1 m prkna | Julija Pachalinová (RUS) | 325,05 | Wu Min-sia (CHN)        | 311,90  | Wang Chan (CHN)          | 303,95 |
| Skoky z 3 m prkna | Kuo Ťing-ťing (CHN)      | 388,20 | Émilie Heymansová (CAN) | 346,45  | Tania Cagnottová (ITA)   | 341,25 |
| Skoky z 10 m věže | Paola Espinosaová (MEX)  | 428,25 | Čchen Žuo-lin (CHN)     | 417,60  | Li Kchang (CHN)          | 410,35 |

### Týmové disciplíny
| Muži                                     | Zlato                                  | Zlato  | Stříbro                                               | Stříbro | Bronz                                                     | Bronz  |
| ---------------------------------------- | -------------------------------------- | ------ | ----------------------------------------------------- | ------- | --------------------------------------------------------- | ------ |
| Synchronizované skoky dvojic z 3 m prkna | Čína (CHN) (Čchin Kchaj, Wang Feng)    | 467,94 | USA (USA) (Troy Dumais, Kristian Ipsen)               | 445,59  | Kanada (CAN) (Alexandre Despatie, Reuben Ross)            | 428,64 |
| Synchronizované skoky dvojic z 10 m věže | Čína (CHN) (Chuo Liang, Lin Jüe)       | 482,58 | USA (USA) (David Boudia, Thomas Finchum)              | 456,84  | Kuba (CUB) (José Antonio Guerra, Jeinkler Aguirre)        | 456,60 |
| Ženy                                     | Zlato                                  | Zlato  | Stříbro                                               | Stříbro | Bronz                                                     | Bronz  |
| Synchronizované skoky dvojic z 3 m prkna | Čína (CHN) (Kuo Ťing-ťing, Wu Min-sia) | 348,00 | Itálie (ITA) (Tania Cagnottová, Francesca Dallapèová) | 329,70  | Rusko (RUS) (Julija Pachalinová, Anastasija Pozdňakovová) | 310,80 |
| Synchronizované skoky dvojic z 10 m věže | Čína (CHN) (Čchen Žuo-lin, Wang Sin)   | 369,18 | USA (USA) (Marybeth Dunnichayová, Haley Ishimatsuová) | 324,66  | Malajsie (MAS) (Liang Min-jü, Pandelela Rinongová)        | 321,66 |

## Medailová bilance
Ve skocích do vody se rozdělily celkem 10 sad medailí.
| Pořadí | Stát                     |       | Muži    | Muži  | Muži  |         | Ženy  | Ženy  | Ženy    |       | Muži + Ženy | Muži + Ženy | Muži + Ženy | Celkem |
| Pořadí | Stát                     | Zlato | Stříbro | Bronz | Zlato | Stříbro | Bronz | Zlato | Stříbro | Bronz |             |             |             | Celkem |
| ------ | ------------------------ | ----- | ------- | ----- | ----- | ------- | ----- | ----- | ------- | ----- | ----------- | ----------- | ----------- | ------ |
| 1.     | Čína (CHN)               |       | 4       | 2     | 1     |         | 3     | 2     | 2       |       | 7           | 4           | 3           | 14     |
| 2.     | Rusko (RUS)              |       | 0       | 0     | 0     |         | 1     | 0     | 1       |       | 1           | 0           | 1           | 2      |
| 3.     | Spojené království (GBR) |       | 1       | 0     | 0     |         | 0     | 0     | 0       |       | 1           | 0           | 0           | 1      |
| 3.     | Mexiko (MEX)             |       | 0       | 0     | 0     |         | 1     | 0     | 0       |       | 1           | 0           | 0           | 1      |
| 5.     | USA (USA)                |       | 0       | 3     | 0     |         | 0     | 1     | 0       |       | 0           | 4           | 0           | 4      |
| 6.     | Kanada (CAN)             |       | 0       | 0     | 2     |         | 0     | 1     | 0       |       | 0           | 1           | 2           | 3      |
| 7.     | Itálie (ITA)             |       | 0       | 0     | 0     |         | 0     | 1     | 1       |       | 0           | 1           | 1           | 2      |
| 8.     | Austrálie (AUS)          |       | 0       | 0     | 1     |         | 0     | 0     | 0       |       | 0           | 0           | 1           | 1      |
| 8.     | Kuba (CUB)               |       | 0       | 0     | 1     |         | 0     | 0     | 0       |       | 0           | 0           | 1           | 1      |
| 8.     | Malajsie (MAS)           |       | 0       | 0     | 0     |         | 0     | 0     | 1       |       | 0           | 0           | 1           | 1      |
| Celkem | Celkem                   |       | 5       | 5     | 5     |         | 5     | 5     | 5       |       | 10          | 10          | 10          | 30     |